# Albert Duval
Pour les articles homonymes, voir Duval.
Albert Duval est un skipper, avocat et administrateur colonial français né le 29 novembre 1867 à Paris et mort le 18 août 1942 à Gouvieux. 

## Carrière
Albert Duval est un avocat ayant une carrière de 45 ans dont 27 en outre-mer. 
Il participe aux deux courses de classe 1-2 tonneaux aux Jeux olympiques d'été de 1900 à bord du Martha. Il remporte la médaille d'argent à l'issue de la première course et la médaille de bronze à l'issue de la seconde.
Il est administrateur de la Banque industrielle de Chine, et il est l'un des premiers colons à pratiquer la culture industrielle du riz à Saïgon.